# 張清吉
張清吉（1927年—2018年9月28日），苗栗縣後龍鎮人，台灣出版家。

## 生平

### 日治時期
1927年出生竹南郡的張清吉，因上學路遠每日遲到，所以懼怕上學，直到鹽水公學校三年級時一位姓上蒼的日本老師經常向他介紹許多像是《幼年俱樂部》的課外讀物。張清吉在那三年裡開始讀《少年俱樂部》、《文藝春秋》、日文雜誌《講談社》、戰爭故事的時代劇、日本改編的英美文學等。
二次世界大戰時，張清吉於岡山機場當學徒兵。

### 戰後時期

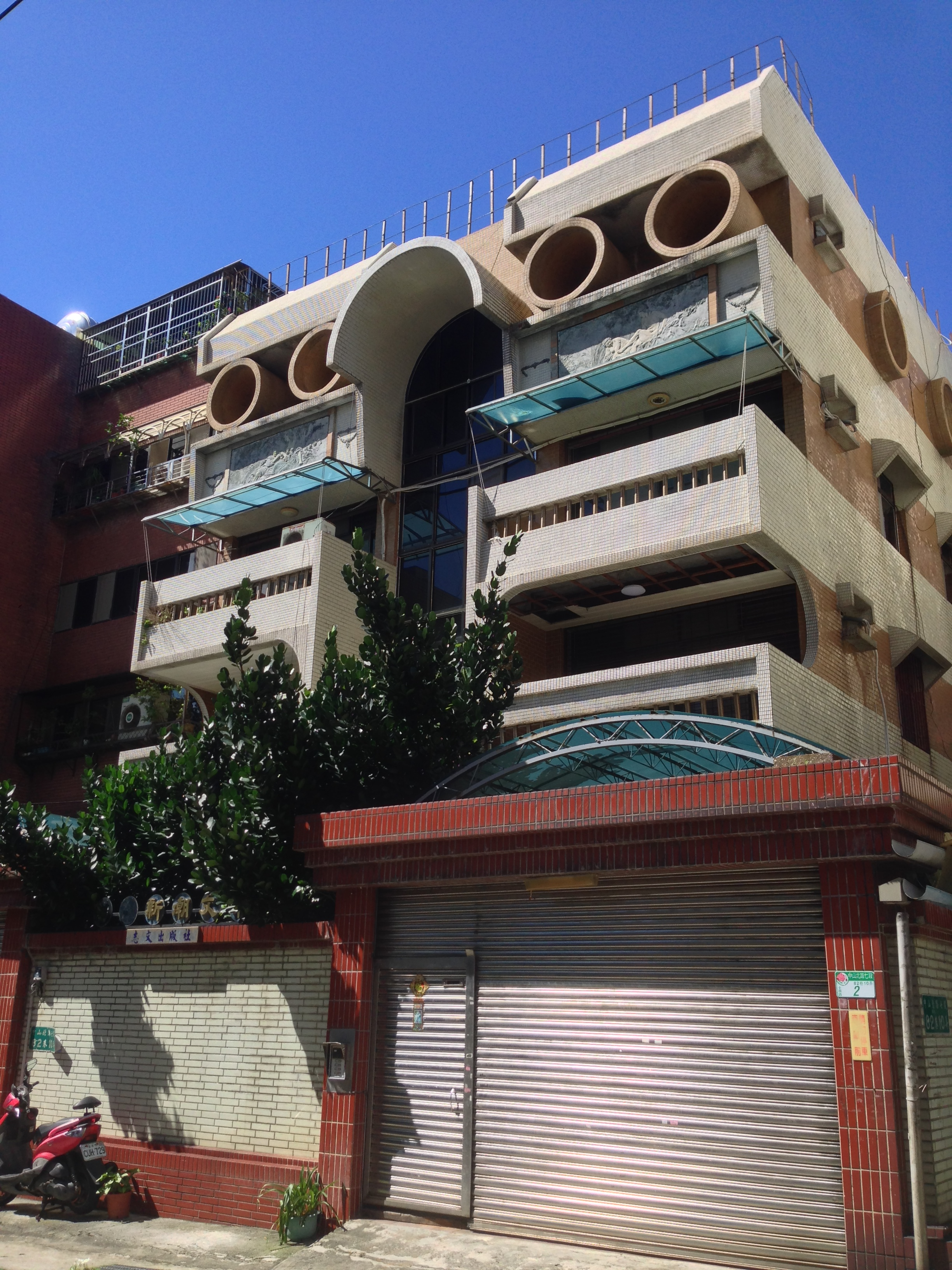
志文出版社

張清吉在台北以三輪車謀生時，當同業在路邊閒聊等生意，有空便拿起小說讀。
之後接收日本人遺留的舊書，在1963年創辦長榮書店。長榮書店最早在臨沂街成立，後來在和平東路、羅斯福路和中華路都開過，一度同時有三家店。當時就讀台大歷史系的李敖常來書局買禁書。
當長榮書店隔壁的文星書店被政治力介入關門時，店裡買客人山人海；這番景象使得張清吉見賢思齊，想要出一些真正的好書，遂與台大醫學院學生林衡哲合作，將書店改為志文出版社，以《新潮文庫》專門出版國外經典文學。林衡哲看到張清吉出版《哈囉學英語》那種趣味性叢書，不止一次勸說：「張先生，要有一流的文化，才有一流的國家，虎死留皮，人死留名，做一個出版家，你印這種消遣性的書籍，無益社會人心啊......。」
林衡哲自行翻譯的《羅素回憶集》和《羅素傳》，成了《新潮文庫》的第一、二號作品。這兩本書一出，得到回響非常大，平日不識的學者陳鼓應、殷海光親自前來肯定。林衡哲得知書獲得好評，也是興奮不已，並一口氣著手規劃十多本書，也介紹許多同學一起加入翻譯的行列。
《文訊》雜誌總編輯封德屏表示，《新潮文庫》是當年文藝青年、知識分子必備，把西方、日本的思想家、文學作家都帶進台灣，不只有軟性的書，也有硬知識，乃知識普及化的重要推手。鄭麗君表示此文庫影響了自己日後從工學院轉讀哲學系。
志文出版社前主編曹永洋透露，《新潮文庫》五百多本的多數導讀都是張清吉親自撰寫。他曾跟張清吉去過一趟日本，發現他同一本外文書要買十幾個版本，全部讀完後再自己下筆寫導讀。
2018年9月28日去世。

## 家庭
育有四子女。

## 外部連結
- 向新潮文庫致敬茶會 （页面存档备份，存于）
- 清吉談新潮文庫的故事 （页面存档备份，存于）